# Działy (Glichów)
Działy – część wsi Glichów w Polsce, położona w województwie małopolskim, w powiecie myślenickim, w gminie Wiśniowa.
W latach 1975–1998 Działy administracyjnie należały do województwa krakowskiego.